# Miss International Queen Vietnam 2020
Miss International Queen Vietnam 2020 là cuộc thi Miss International Queen Vietnam lần thứ hai còn được biết đến với phiên bản là một chương trình thực tế Đại sứ hoàn mỹ. Đêm chung kết được diễn ra vào ngày 16 tháng 1 năm 2021 tại Phim trường BHD, Thành phố Hồ Chí Minh, Việt Nam. Hoa hậu Chuyển giới Việt Nam 2018 Đỗ Nhật Hà đến từ Thành phố Hồ Chí Minh đã trao lại vương miện cho người kế nhiệm Phùng Trương Trân Đài đến từ Thành phố Hồ Chí Minh.

## Kết quả
Chú thích màu
- Hoa hậu
- Á hậu
- Lọt vào top chung cuộc
- Không đạt giải

| Kết quả                           | Thí sinh                                                            | Dự thi quốc tế                   | Thành tích |
| --------------------------------- | ------------------------------------------------------------------- | -------------------------------- | ---------- |
| Hoa hậu Chuyển giới Việt Nam 2020 | - 031 - Phùng Trương Trân Đài (¥)                                   | Miss International Queen 2022    | Top 6      |
| Á hậu 1                           | - 051 - Lương Mỹ Kỳ                                                 | Miss Fabulous International 2023 | Á hậu 2    |
| Á hậu 2                           | - 055 - Nguyễn Phạm Tường Vi                                        |                                  |            |
| Top 6                             | - 015 - Mộng Thường - 005 - Cadie Huỳnh Anh - 044 - Nguyễn Khánh An |                                  |            |
| Top 9                             | - 023 - Vũ Thu Phương (§)                                           |                                  |            |
| Top 9                             | - 025 - Bolo Nguyễn (§)                                             | Miss Equality World 2024         | Hoa hậu    |
| Top 9                             | - 007 - Nguyễn Đại Dương (§)                                        |                                  |            |
| Top 15                            | - 011 - Trần Ngọc Sang                                              |                                  |            |
| Top 15                            | - 003 - Đỗ Tây Hà                                                   | Miss Equality World 2023         | Á hậu 4    |
| Top 15                            | - 012 - Châu Kim Sang † - 001 - Cao Lê Diên - 041 - Lê Tiêu Linh    |                                  |            |
| Top 15                            | - 009 - Nguyễn Tường Danh                                           | Miss Equality World 2022         | Không      |

(§) - Thí sinh bị loại trước đêm chung kết nhưng lọt Top 3 Most Popular Vote nên được quay trở lại, tiến thẳng vào Top 9
(¥) - Thí sinh tiến thẳng vào Chung kết do chiến thắng giải thưởng Best Talent

### Thứ tự công bố
| 1. Cadie Huỳnh Anh 2. Phùng Trương Trân Đài 3. Mộng Thường 4. Nguyễn Khánh An 5. Lương Mỹ Kỳ 6. Nguyễn Phạm Tường Vi 7. Vũ Thu Phương 8. Nguyễn Đại Dương 9. Bolo Nguyễn | 1. Nguyễn Khánh An 2. Mộng Thường 3. Lương Mỹ Kỳ 4. Cadie Huỳnh Anh 5. Phùng Trương Trân Đài 6. Nguyễn Phạm Tường VI | 1. Phùng Trương Trân Đài 2. Nguyễn Phạm Tường Vi 3. Lương Mỹ Kỳ |

#### Bảng điểm chung cuộc
| STT       | Giám khảo         | Phần thi Ứng xử Top 3 | Phần thi Ứng xử Top 3 | Phần thi Ứng xử Top 3 |
| --------- | ----------------- | --------------------- | --------------------- | --------------------- |
| STT       | Giám khảo         | Mỹ Kỳ                 | Trân Đài              | Tường Vi              |
| 1         | Xuân Lan          | 9.0                   | 10.0                  | 9.5                   |
| 2         | Võ Hoàng Yến      | 9.5                   | 10.0                  | 9.0                   |
| 3         | Lâm Khánh Chi     | 10.0                  | 9.5                   | 9.0                   |
| 4         | Phạm Kim Dung     | 9.5                   | 10.0                  | 9.0                   |
| 5         | Oanh Lê           | 9.0                   | 10.0                  | 9.5                   |
| 6         | Thái Hoàng Sơn    | 9.0                   | 10.0                  | 9.5                   |
| 7         | Adrian Anh Tuấn   | 9.0                   | 10.0                  | 9.5                   |
| 8         | Nguyễn Hồng Nhung | 10.0                  | 9.5                   | 9.0                   |
| 9         | Trương Thành Vinh | 9.0                   | 10.0                  | 9.5                   |
| 10        | Phạm Thành Phú    | 9.5                   | 10.0                  | 9.0                   |
| 11        | Dương Ngọc Trinh  | 9.0                   | 10.0                  | 9.5                   |
| 12        | Tuyết Lê          | 9.5                   | 10.0                  | 9.0                   |
| 13        | Emily Hồng Nhung  | 9.0                   | 10.0                  | 9.5                   |
| 14        | Trần Thanh Hải    | 9.5                   | 10.0                  | 9.0                   |
| 15        | Huỳnh Minh Thảo   | 9.5                   | 9.0                   | 10.0                  |
| 16        | Chiêm Quốc Thái   | 9.5                   | 10.0                  | 9.0                   |
| Tổng điểm | Tổng điểm         | 149.5                 | 158.0                 | 148.5                 |

### Giải phụ
| Giải thưởng                                            | Thí sinh                      |
| ------------------------------------------------------ | ----------------------------- |
| Best Talent (Thí sinh tài năng nhất)                   | - 031 - Phùng Trương Trân Đài |
| Best Community Project (Dự án cộng đồng xuất sắc nhất) | - 044 - Nguyễn Khánh An       |
| Most Inspiring Story (Câu chuyện truyền cảm hứng)      | - 015 - Mộng Thường           |
| Most Popular Vote (Thí sinh được yêu thích nhất)       | - 023 - Vũ Thu Phương         |
| Hoa hậu Chuyển giới Truyền Cảm Hứng Việt Nam 2022      | - 012 - Châu Kim Sang         |

## Danh sách thí sinh

### Top 55
| STT | Họ tên                | Năm sinh | Số báo danh | Chiều cao | Quê quán              |
| --- | --------------------- | -------- | ----------- | --------- | --------------------- |
| 1   | Hứa Nhã Quỳnh         | 1992     | 004         | 1,70 m    | Cần Thơ               |
| 2   | Nguyễn Ngọc Thanh Tâm | 1993     | 008         | 1,68 m    | Kiên Giang            |
| 3   | Trần An Vi            | 1992     | 010         | 1,72 m    | Kiên Giang            |
| 4   | Phạm Thị Mây          | 1994     | 013         | 1,71 m    | An Giang              |
| 5   | Trần Hoàng Mi         | 1998     | 014         | 1,64 m    | Thành phố Hồ Chí Minh |
| 6   | Mai Anh               | 2000     | 016         | 1,71 m    | Thành phố Hồ Chí Minh |
| 7   | Bạc Bạch Hữu          | 1998     | 017         | 1,63 m    | Cà Mau                |
| 8   | Phan Thiên Kim        | 1994     | 018         | 1,63 m    | Đồng Tháp             |
| 9   | Vũ Hạ Âu              | 1994     | 019         | 1,66 m    | Sóc Trăng             |
| 10  | Phan Huỳnh Phương Vy  | 1997     | 020         | 1,62 m    | Vĩnh Long             |
| 11  | Trần Nguyễn Ngọc Vi   | 1996     | 022         | 1,74 m    | Thành phố Hồ Chí Minh |
| 12  | Bùi Lan Hương         | 1998     | 024         | 1,71 m    | Kiên Giang            |
| 13  | Trần Bảo Duy          | 2002     | 026         | 1,80 m    | Tiền Giang            |
| 14  | Nguyễn Phương Nam     | 2000     | 027         | 1,62 m    | Yên Bái               |
| 15  | Đặng Duy Khánh        | 1997     | 028         | 1,62 m    | Cà Mau                |
| 16  | Dương Ngọc Thanh      | 1994     | 029         | 1,74 m    | Sóc Trăng             |
| 17  | Đặng Ngọc Khả Hân     | 1998     | 030         | 1,60 m    | Ninh Thuận            |
| 18  | Lăng Ngọc My          | 2001     | 032         | 1,78 m    | Kiên Giang            |
| 19  | Vicky Huỳnh           | 1996     | 033         | 1,61 m    | Thành phố Hồ Chí Minh |
| 20  | Phạm Bảo Vy           | 2001     | 035         | 1,66 m    | Hà Nội                |
| 21  | Sơn Kha Lai           | 1992     | 036         | 1,70 m    | Sóc Trăng             |
| 22  | Nguyễn Hương Lam      | 2000     | 039         | 1,73 m    | Sóc Trăng             |
| 23  | Dương Hoàng Linh      | 1994     | 040         | 1,63 m    | Kiên Giang            |
| 24  | Nguyễn Hoàng Anh      | 1993     | 042         | 1,76 m    | Cà Mau                |
| 25  | Trường Hoàng Phúc     | 2000     | 046         | 1,76 m    | Thành phố Hồ Chí Minh |
| 26  | Bùi Mai An            | 1996     | 047         | 1,72 m    | Cần Thơ               |
| 27  | Nguyễn Thành Đạt      | 1995     | 048         | 1,65 m    | Đồng Nai              |
| 28  | Trương Phạm Linh Chi  | 1994     | 050         | 1,75 m    | Hải Phòng             |
| 29  | Nguyễn Ngọc Anh       | 1998     | 052         | 1,70 m    | Bình Dương            |
| 30  | Lâm Vi Hân            | 1993     | 053         | 1,69 m    | Đồng Nai              |

### Top 25
| STT | Họ tên           | Năm sinh | Số báo danh | Chiều cao | Quê quán              |
| --- | ---------------- | -------- | ----------- | --------- | --------------------- |
| 1   | Đào Anh          | TBA      | 002         | 1,70 m    | Hà Nội                |
| 2   | Lê Quang Hưng    | TBA      | 006         | 1,69 m    | Khánh Hòa             |
| 3   | Lê Ngọc Kim Linh | 1991     | 021         | 1,69 m    | Thành phố Hồ Chí Minh |
| 4   | Trúc Ly          | 1992     | 034         | 1,66 m    | An Giang              |
| 5   | Linh Mỹ Nhi      | 2000     | 037         | 1,66 m    | Lâm Đồng              |
| 6   | Hà Nhật Thụy     | 1991     | 038         | 1,70 m    | Đồng Tháp             |
| 7   | Nguyễn Kha Nhi   | 1996     | 043         | 1,60 m    | Thành phố Hồ Chí Minh |
| 8   | Ngô Nhã Y        | 1991     | 045         | 1,65 m    | Đồng Nai              |
| 9   | Huỳnh Hải Đăng   | 2000     | 049         | 1,75 m    | Sóc Trăng             |
| 10  | Nguyễn Vũ Hà An  | 1992     | 054         | 1,65 m    | Hải Phòng             |

### Top 15
| STT | Họ tên                           | Năm sinh | Số báo danh | Chiều cao | Quê quán              | Thành tích                                        |
| --- | -------------------------------- | -------- | ----------- | --------- | --------------------- | ------------------------------------------------- |
| 1   | Cao Lê Diên                      | 2001     | 001         | 1,66 m    | Phú Yên               |                                                   |
| 2   | Đỗ Tây Hà                        | 1993     | 003         | 1,75 m    | Tây Ninh              |                                                   |
| 3   | Cadie Huỳnh Anh                  | 1994     | 005         | 1,71 m    | Đà Nẵng               | Top 6                                             |
| 4   | Nguyễn Đại Dương                 | TBA      | 007         | 1,71 m    | Thành phố Hồ Chí Minh | Top 9                                             |
| 5   | Nguyễn Tường Danh                | TBA      | 009         | 1,71 m    | Lâm Đồng              |                                                   |
| 6   | Trần Ngọc Sang                   | 1995     | 011         | 1,71 m    | Thành phố Hồ Chí Minh |                                                   |
| 7   | Chau Kim Sang †                  | 1996     | 012         | 1,66 m    | An Giang              | Hoa hậu Chuyển giới Truyền Cảm Hứng Việt Nam 2022 |
| 8   | Mộng Thường                      | 1995     | 015         | 1,79 m    | Kiên Giang            | Top 6 Most Inspiring Story                        |
| 9   | Vũ Thu Phương                    | 1990     | 023         | 1,72 m    | Thành phố Hồ Chí Minh | Top 9 Most Popular Vote                           |
| 10  | Nguyễn Trang Nhung (Bolo Nguyễn) | 1994     | 025         | 1,73 m    | Vĩnh Long             | Top 9                                             |
| 11  | Phùng Trương Trân Đài            | 1992     | 031         | 1,71 m    | California            | Hoa hậu Chuyển giới Việt Nam 2020 Best Talent     |
| 12  | Lê Tiêu Linh                     | 1991     | 041         | 1,62 m    | Bình Định             |                                                   |
| 13  | Nguyễn Khánh An                  | 1997     | 044         | 1,64 m    | Hậu Giang             | Top 6 Best Community Project                      |
| 14  | Lương Mỹ Kỳ                      | 1999     | 051         | 1,70 m    | Tiền Giang            | Á hậu 1                                           |
| 15  | Nguyễn Phạm Tường Vi             | 1997     | 055         | 1,66 m    | Đắk Nông              | Á hậu 2                                           |

### Thông tin thí sinh
- Phùng Trương Trân Đài: Top 6 Hoa hậu Chuyển giới Quốc tế 2022[3] cùng giải phụ Người đẹp Tài năng.
- Lương Mỹ Kỳ: Đại diện Việt Nam tại Hoa hậu Chuyển giới Quốc tế 2023 nhưng đã rút lui vì lý do cá nhân, Á hậu 2 Miss Fabulous International 2023.
- Nguyễn Phạm Tường Vi: Top 5 TGT3's Next Top Angel
- Cadie Huỳnh Anh: Top 5 Miss Beauty 2015 cùng giải phụ Miss Biển
- Nguyễn Khánh An: Á hậu 2 Miss Beauty 2015
- Đỗ Tây Hà: Top 15 Miss Beauty 2015, Á hậu 2 tại cuộc thi Miss Venus 2017, Á hậu 1 cuộc thi Miss Transgender Queen 2018, tham dự cuộc thi ảnh Online tại Hoa hậu Hoàn vũ Việt Nam 2021 nhưng bị từ chối vị độ tuổi, Top 10 Hoa hậu Chuyển giới Việt Nam 2023, tham dự Miss Universe Trans 2023 nhưng rút lui vì lý do sức khỏe, Á hậu 4 Miss Equality World 2023.
- Chau Kim Sang: Top 10 Hoa hậu Chuyển giới Việt Nam 2018
- Nguyễn Tường Danh: Đại diện Việt Nam tại Miss Equality World 2022.
- Lê Tiêu Linh: Top 5 Hoa hậu Chuyển giới Việt Nam 2018
- Đào Anh: Top 10 Hoa hậu Chuyển giới Việt Nam 2018, dự định tham gia Miss Trans Star International 2021 nhưng đã hủy bỏ.
- Phạm Thị Mây: Top 35 Hoa hậu Chuyển giới Việt Nam 2023.
- Trần Nguyễn Ngọc Vi: Top 5 Hoa hậu Chuyển giới Việt Nam 2018 cùng giải phụ Best Makeup
- Trần Bảo Duy: Top 68 Hoa hậu Chuyển giới Việt Nam 2023.
- Bolo Nguyễn (Nguyễn Trang Nhung): Top 6 Hoa hậu Chuyển giới Việt Nam 2023 cùng giải phụ (Best Catwalk, Best Talent), Top 30 Vietnam's Next Top Model 2019, Đăng quang Miss Equality World 2024 cùng giải phụ (Top 3 Best in Swimsuits, Best Photogenic, Best Talent, Beauty Smile)
- Cao Lê Diên: Á quân 4 Beauty of Equality - Sắc đẹp Bình Đẳng 2025

## Phiên bản chương trình – Đại sứ hoàn mỹ

### Dàn huấn luyện viên và ban giám khảo
| Họ tên              | Danh hiệu, nghề nghiệp                                                                                        | Vai trò            |
| ------------------- | --- | ------------------ |
| Nguyễn Minh Tú      | Giải Bạc Siêu mẫu Việt Nam 2013 Á quân Asia's Next Top Model 2017 Siêu mẫu, Hoa hậu Siêu quốc gia châu Á 2018 | Mentor (Team Đỏ)   |
| Hoàng Thùy          | Quán quân Vietnam's Next Top Model 2011 Siêu mẫu, Á hậu 1 Hoa hậu Hoàn vũ Việt Nam 2017                       | Mentor (Team Xanh) |
| Nguyễn Hà Kiều Loan | Ca sĩ, Á hậu 1 Hoa hậu Thế giới Việt Nam 2019                                                                 | Mentor (Team Vàng) |
| Nguyễn Hương Giang  | Ca sĩ, Hoa hậu Chuyển giới Quốc tế 2018                                                                       | Ban giám khảo      |
| Võ Hoàng Yến        | Siêu mẫu, Á hậu 1 Hoa hậu Hoàn vũ Việt Nam 2008                                                               | Ban giám khảo      |
| Lê Thị Oanh         | Doanh nhân, Hoa hậu Quý bà Thế giới 2019                                                                      | Ban giám khảo      |
| Phạm Minh Hữu Tiến  | Dược sĩ | Ban giám khảo      |

### Các tập phát sóng

#### Tập 1:Cuộc chiến giành thí sinh của các HLV - Ai sẽ thắng?
Ngày phát sóng: 11 tháng 12 năm 2020
| Huấn luyện viên        | Thí sinh              |
| ---------------------- | --------------------- |
| Kiều Loan (Team Vàng)  | Cao Lê Diên           |
| Kiều Loan (Team Vàng)  | Đỗ Tây Hà             |
| Kiều Loan (Team Vàng)  | Nguyễn Đại Dương      |
| Kiều Loan (Team Vàng)  | Nguyễn Tường Danh     |
| Kiều Loan (Team Vàng)  | Nguyễn Khánh An       |
| Minh Tú (Team Đỏ)      | Cadie Huỳnh Anh       |
| Minh Tú (Team Đỏ)      | Chau Kim Sang         |
| Minh Tú (Team Đỏ)      | Mộng Thường           |
| Minh Tú (Team Đỏ)      | Vũ Thu Phương         |
| Minh Tú (Team Đỏ)      | Phùng Trương Trân Đài |
| Hoàng Thùy (Team Xanh) | Trần Ngọc Sang        |
| Hoàng Thùy (Team Xanh) | Bolo Nguyễn           |
| Hoàng Thùy (Team Xanh) | Lê Tiêu Linh          |
| Hoàng Thùy (Team Xanh) | Lương Mỹ Kỳ           |
| Hoàng Thùy (Team Xanh) | Nguyễn Phạm Tường Vi  |

#### Tập 2:Top 15 thí sinh - Ai sẽ giành chiến thắng?
Ngày phát sóng: 18 tháng 11 năm 2020
- Huấn luyện viên Queen Class: Minh Tú
- Chiến thắng Queen Class: Nguyễn Phạm Tường Vi
- Chiến thắng thử thách chính: Team Minh Tú
- Thí sinh vào vòng loại trừ: Nguyễn Đại Dương, Nguyễn Tường Danh, Lê Tiêu Linh, Trần Ngọc Sang
- Thí sinh bị loại: Nguyễn Đại Dương, Nguyễn Tường Danh, Lê Tiêu Linh
- Giám khảo khách mời: Thái Hoàng Sơn

#### Tập 3:Team Hoàng Thùy bứt phá giành chiến thắng thuyết phục
Ngày phát sóng: 1 tháng 1 năm 2021
- Huấn luyện viên Queen Class: Hoàng Thùy
- Chiến thắng Queen Class: Bolo Nguyễn
- Chiến thắng thử thách chính: Team Hoàng Thùy
- Thí sinh vào vòng loại trừ: Cao Lê Diên, Đỗ Tây Hà,  Chau Kim Sang, Cadie Huỳnh Anh
- Thí sinh bị loại: Cao Lê Diên,  Chau Kim Sang
- Giám khảo khách mời: Nguyễn Minh Công

#### Tập 4:Căng thẳng với thử thách quay TVC, màn loại đẫm nước mắt
Ngày phát sóng: 2 tháng 1 năm 2021
- Huấn luyện viên Queen Class: Võ Hoàng Yến
- Chiến thắng Queen Class: Nguyễn Khánh An
- Chiến thắng thử thách chính: Team Minh Tú
- Thí sinh vào vòng loại trừ: Nguyễn Khánh An, Đỗ Tây Hà, Bolo Nguyễn, Nguyễn Phạm Tường Vi
- Thí sinh bị loại: Đỗ Tây Hà, Bolo Nguyễn
- Giám khảo khách mời: Trần Thanh Hải

#### Tập 5:Bất ngờ kết quả loại, Top 8 dự án cộng đồng
Ngày phát sóng: 9 tháng 1 năm 2021
- Huấn luyện viên Queen Class: Hương Giang
- Chiến thắng Queen Class: Nguyễn Khánh An
- Giám khảo khách mời: Chiêm Quốc Thái, Huỳnh Minh Thảo

#### Bán kết:Chính thức lộ diện Top 6 tài năng bước vào chung kết
Ngày phát sóng: 16 tháng 1 năm 2021
- Dẫm chương trình: Trần Anh Huy, Hoa hậu Đỗ Nhật Hà
- Giám khảo:

| Họ tên             | Danh hiệu, nghề nghiệp                                                  | Vai trò   |
| ------------------ | ----------------------------------------------------------------------- | --------- |
| Đàm Vĩnh Hưng      | Ca sĩ                                                                   | Giám khảo |
| Võ Hoàng Yến       | Siêu mẫu, Á hậu 1 Hoa hậu Hoàn vũ Việt Nam 2008                         | Giám khảo |
| Phạm Minh Hữu Tiến | Dược sĩ                                                                 | Giám khảo |
| Lê Thị Oanh        | Doanh nhân, Hoa hậu Quý bà Thế giới 2019                                | Giám khảo |
| Cindy Thái Tài     | Ca sĩ, diễn viên điện ảnh, chuyên gia trang điểm, nhà đào tạo người mẫu | Giám khảo |
| Chiêm Quốc Thái    | Bác sĩ, GĐ Bệnh viện thẩm mĩ Việt Mỹ                                    | Giám khảo |
| Huỳnh Minh Thảo    | Chuyên gia thúc đẩy quyền LGBTQ+ tại Việt Nam                           | Giám khảo |
| Adrian Anh Tuấn    | NTK                                                                     | Giám khảo |

| STT | Thí sinh                  | SBD | Phần thi Tài năng               | Phần thi Tài năng                      |
| STT | Thí sinh                  | SBD | Hình thức                       | Tiết mục                               |
| --- | ------------------------- | --- | ------------------------------- | -------------------------------------- |
| 1   | Cadie Huỳnh Anh           | 005 | Nhảy hiện đại                   | Sexy Dance                             |
| 2   | Trần Ngọc Sang            | 011 | Nhảy hiện đại                   | Trên tình bạn dưới tình yêu            |
| 3   | Mộng Thường               | 015 | Chơi nhạc cụ Dân tộc & Múa quạt | Đàn T'rưng & Bánh Trôi Nước (nền nhạc) |
| 4   | Vũ Thu Phương             | 023 | Nhảy hiện đại                   | Lip syne Cá sale                       |
| 5   | Phùng Trương Trân Đài (¥) | 031 | Nhảy & Hát (bản thu)            | Vẻ đẹp 4.0                             |
| 6   | Nguyễn Khánh An           | 044 | Hát (trực tiếp)                 | Get high                               |
| 7   | Lương Mỹ Kỳ               | 051 | Múa dân gian                    | Múa bóng rỗi                           |
| 8   | Nguyễn Phạm Tường Vi (¥)  | 055 | Múa cổ trang                    | Anh đang ở đâu đấy anh (nền nhạc)      |

(¥) - Top 2 Người đẹp Tài năng
     Thí sinh bước vào Đêm chung kết
     Thí sinh bị loại trong Đêm bán kết
     Thí sinh chiến thắng giải thưởng Người đẹp Tài năng, lọt thẳng vào Đêm chung kết

#### Chung kết:Khoảnh khắc đăng quang ngôi vị cao nhất
Ngày phát sóng: 23 tháng 1 năm 2021
- Dẫn chương trình: Vũ Mạnh Cường, Thùy Dung
- Giám khảo:

| Họ tên            | Danh hiệu, nghề nghiệp                                                                       | Vai trò   |
| ----------------- | -------------------------------------------------------------------------------------------- | --------- |
| Adrian Anh Tuấn   | NTK                                                                                          | Giám khảo |
| Xuân Lan          | Siêu mẫu, Đạo diễn thời trang                                                                | Giám khảo |
| Võ Hoàng Yến      | Siêu mẫu, Á hậu 1 Hoa hậu Hoàn vũ Việt Nam 2008                                              | Giám khảo |
| Trương Thành Vinh | GĐ Cty trang sức kim cương RODI                                                              | Giám khảo |
| Phạm Thành Phú    | Doanh nhân                                                                                   | Giám khảo |
| Trần Thanh Hải    | GĐ thương hiệu The Hải Yến                                                                   | Giám khảo |
| Huỳnh Minh Thảo   | Chuyên gia thúc đẩy quyền LGBTQ+ tại Việt Nam                                                | Giám khảo |
| Chiêm Quốc Thái   | Bác sĩ, GĐ Bệnh viện thẩm mỹ Việt Mỹ                                                         | Giám khảo |
| Thái Hoàng Sơn    | GĐ viện thẩm mỹ Siam Thái Lan                                                                | Giám khảo |
| Phạm Kim Dung     | TGĐ Sen Vàng Group, Phó ban tổ chức cuộc thi                                                 | Giám khảo |
| Dương Ngọc Trinh  | BTV                                                                                          | Giám khảo |
| Tuyết Lê          | NTK                                                                                          | Giám khảo |
| Emily Hồng Nhung  | NTK, Hoa hậu                                                                                 | Giám khảo |
| Nguyễn Hồng Nhung | Ca sĩ                                                                                        | Giám khảo |
| Lê Thị Oanh       | Doanh nhân, Á hậu 1 Hoa hậu Doanh nhân người Việt Thế giới 2019 Hoa hậu Quý bà Thế giới 2019 | Giám khảo |
| Lâm Khánh Chi     | Ca sĩ                                                                                        | Giám khảo |

## Kết quả

#### Tổng quan
| Đội        | Tập   | Tập   | Tập   | Tập   | Tập     | Bán kết | Bán kết | Chung kết |
| Đội        | 1     | 2     | 3     | 4     | 5       | Bán kết | Bán kết | Chung kết |
| ---------- | ----- | ----- | ----- | ----- | ------- | ------- | ------- | --------- |
| Minh Tú    | Top 5 | Thắng | Loại  | Thắng | Qua     | Về nhất | Loại    | Hoa hậu   |
| Hoàng Thùy | Top 5 | Loại  | Thắng | Loại  | Qua     | Loại    | Loại    | Á hậu     |
| Kiều Loan  | Top 5 | Loại  | Loại  | Loại  | Về nhất | An toàn | An toàn | Top 6     |

#### Thứ tự loại trừ
| Team Minh Tú | Team Hoàng Thùy | Team Kiều Loan |

| Thí sinh              | Tập | Tập       | Tập       | Tập       | Tập     | Bán kết | Chung kết |
| Thí sinh              | 1   | 2         | 3         | 4         | 5       | Bán kết | Chung kết |
| --------------------- | --- | --------- | --------- | --------- | ------- | ------- | --------- |
| Phùng Trương Trân Đài | Qua | Thắng     | An toàn   | Thắng     | Qua     | Về nhất | Hoa hậu   |
| Lương Mỹ Kỳ           | Qua | An toàn   | Thắng     | An toàn   | Qua     | An toàn | Á hậu 1   |
| Nguyễn Phạm Tường Vi  | Qua | An toàn   | Thắng     | Nguy hiểm | Qua     | An toàn | Á hậu 2   |
| Mộng Thường           | Qua | Thắng     | An toàn   | Thắng     | Qua     | An toàn | Top 6     |
| Cadie Huỳnh Anh       | Qua | Thắng     | Nguy hiểm | Thắng     | Qua     | An toàn | Top 6     |
| Nguyễn Khánh An       | Qua | An toàn   | An toàn   | Nguy hiểm | Về nhất | An toàn | Top 6     |
| Vũ Thu Phương         | Qua | Thắng     | An toàn   | Thắng     | Qua     | Loại    | Top 9     |
| Bolo Nguyễn           | Qua | An toàn   | Thắng     | Loại      |         |         | Top 9     |
| Nguyễn Đại Dương      | Qua | Loại      |           |           |         |         | Top 9     |
| Trần Ngọc Sang        | Qua | Nguy hiểm | Thắng     | An toàn   | Qua     | Loại    |           |
| Đỗ Tây Hà             | Qua | An toàn   | Nguy hiểm | Loại      |         |         |           |
| Cao Lê Diên           | Qua | An toàn   | Loại      |           |         |         |           |
| Chau Kim Sang         | Qua | Thắng     | Loại      |           |         |         |           |
| Lê Tiêu Linh          | Qua | Loại      |           |           |         |         |           |
| Nguyễn Tường Danh     | Qua | Loại      |           |           |         |         |           |

     Thí sinh của đội chiến thắng thử thách chính
     Thí sinh vào phòng loại trừ nhưng không bị loại
     Thí sinh vào phòng loại trừ và bị loại
     Thí sinh về nhất ở giải thưởng phụ
     Hoa hậu Chuyển giới Việt Nam 2020
     Á hậu
     Top 6
     Top 9

## Tranh cãi

### Thí sinh
Tại vòng Voting Online. Tổng bình chọn cao nhất là thí sinh Trần Đức Bo, việc chiến thắng này giúp cho Bo lọt thẳng vào Top 55 ghi hình (không trải qua vòng Workshop). Nhưng đáng tiếc trước đó trên trang cá nhân "cô" đã tuyên bố rút khỏi cuộc thi vì một số lí do cá nhân.
Khi phát sóng Đại sứ hoàn mỹ - Hoa hậu chuyển giới Việt Nam liên tục dính những "lùm xùm". Đặc biệt không thể không kể đến là thí sinh Đào Anh đã tố chương trình cắt ghép, "đổi trắng thay đen", cố tình tắt hiệu ứng làm đẹp khi cô xuất hiện. Trước khi tập một lên sóng, Đào Anh cũng tố chương trình chọn thí sinh một cách khó hiểu, có người không cần casting vẫn vào thẳng top 55. Với Đào Anh, cô không được huấn huyện viên lựa chọn nên phải ra về. Sau vụ việc này Đào Anh được CĐM "ví von" là "Người đẹp truyền thông".
Trong tập 2 Đại sứ hoàn mỹ, thí sinh Tường Danh của HLV Kiều Loan (Team Vàng) bất ngờ bị chỉ trích vì thái độ. Cụ thể, trong Queen Class do huấn luyện viên Minh Tú chỉ dạy, Tường Danh làm theo hướng dẫn của Minh Tú nhưng sau đó đưa ra những nhận định mâu thuẫn với cách hướng dẫn của huấn luyện viên. Mặc dù đã được Minh Tú "chấn chỉnh" ở Queen Class tại phần chuẩn bị - tập luyện của các Team cho thử thách chính, Tường Danh vẫn có một thái độ tiêu cực với đồng đội. Khi Đỗ Tây Hà ý kiến về việc chiều cao của mình, Tường Danh lại xen vào áp giọng của Hà "Bây giờ, mìây khó chịu và khó khăn cho Kiều Loan khi Đội không có sự thống nhất. Tiếp đó Tường Danh vẫn không dừng lại tiếp tục đưa ra quá nhiều quan điểm cá nhân về công dụng của sản phẩm. Vì vậy, Team Vàng không có sự thể hiện tốt và không chiến thắng trong thử thách đầu tiên. Kiều Loan đã gửi Tường Danh vào vòng loại, sau đó Minh Tú đã loại thí sinh này. Rời khỏi chương trình, Tường Danh vẫn hứng sự chỉ trích từ phía cư dân mạng, không ít biệt danh được đưa ra như: Á hậu 14 Tường Danh, Mentor Tường Danh và Các thí sinh. Danh chỉ nghe Kiều Loan nói chuyện thôi á, ban đầu mình đã nói rồi á. Nếu mình chỉ nói về mình thì mình không nói...", các thí sinh còn lại khẳng định đây là ý kiến chung. Minh Tú có bài viết lên tiếng chính xác về sự việc.

### Ngược đãi động vật
Cũng trong tập 2 Đại sứ hoàn mỹ 2020, hoa hậu Oanh Lê trở thành tâm điểm tranh cãi khi diện phụ kiện lông thú khi làm giám khảo. Phía Oanh Lê sau đó phải lập tức đính chính phụ kiện sử dụng chất liệu nhân tạo. Oanh Lê cho biết thêm bản thân cô vốn là người hưởng ứng các phong trào bảo vệ môi trường, lựa chọn lối sống xanh – sạch. Người đẹp thậm chí đã quyết định ăn chay trường và tuyệt đối không sử dụng áo lông thú động vật.
Bên cạnh loạt "drama" giữa các người đẹp, khán giả còn tranh cãi về thử thách của ban tổ chức dành cho các thí sinh. Đặc biệt, nhà thiết kế Đức Vincie còn công khai lên án Đại sứ Hoàn mỹ 2020 vì có hành động "ngược đãi động vật".

### Lộ kết quả chung cuộc
Do Đêm chung kết Đại sứ hoàn mỹ - Hoa hậu chuyển giới Việt Nam 2020 không phát trực tiếp mà được ghi hình trước đó và công chiếu trên kênh Youtube Hương Giang Entertainment và trang chủ Facebook của cuộc thi vào ngày 20 tháng 1 năm 2020. Chính vì đó, trước Đêm chung kết một tuần đã có một số bài viết tiết lộ thông tin, điều này khiến đa phần các kết quả bị "rò rỉ" ra bên ngoài, làm cho chương trình giảm đi tính hấp dẫn vào Đêm chung kết và không sự chờ đợi và bất ngờ.

## Dự thi quốc tế
Chú thích:
- Chiến thắng
- Á hậu
- Lọt vào chung kết hoặc bán kết

| Cuộc thi                         | Đại diện                         | Quê quán   | Danh hiệu | Thứ hạng            | Giải thưởng đặc biệt                                            |
| -------------------------------- | -------------------------------- | ---------- | --------- | ------------------- | --------------------------------------------------------------- |
| Miss International Queen 2022    | Phùng Trương Trân Đài            | California | Hoa hậu   | Top 6               | Best Talent                                                     |
| Miss Equality World 2022         | Hồ Tường Danh                    | Lâm Đồng   | Top 15    | Không đạt giải      | Best Swimsuit Best Photogenic                                   |
| Miss Equality World 2023         | Đỗ Tây Hà                        | Tây Ninh   | Top 15    | 4th Runner-up       | Không                                                           |
| Miss Fabulous International 2023 | Lương Mỹ Kỳ                      | Tiền Giang | Á hậu 1   | 2nd Runner-up       | Không                                                           |
| Miss Equality World 2024         | Nguyễn Trang Nhung (Bolo Nguyễn) | Vĩnh Long  | Top 9     | Miss Equality World | Top 3 Best in Swimsuit Beauty Smile Miss Photogenic Best Talent |